# کارخانه رحیم‌زاده
کارخانه رحیم زاده مربوط به دوره پهلوی اول است و در اصفهان، پل فلزی، ابتدای خیابان شهید بهشتی واقع شده و این اثر در تاریخ ۵ تیر ۱۳۸۴ با شمارهٔ ثبت ۱۱۹۶۷ به‌عنوان یکی از آثار ملی ایران به ثبت رسیده است.